# The Hobbit (1977)
The Hobbit is een Amerikaanse animatie/televisiefilm uit 1977, gebaseerd op het boek "The Hobbit", in het Nederlands vertaald als De Hobbit, van J.R.R. Tolkien. De film is een productie van Rankin/Bass. Stemmen worden ingesproken door Orson Bean, Richard Boone, Hans Conried en John Huston. De film werd in de Verenigde Staten voor het eerst uitgezonden door National Broadcasting Company op 27 november 1977.
De film volgt het verhaal uit het boek in grote lijnen, maar wijkt op bepaalde punten af. De film wordt samen met de animatiefilms The Lord of the Rings (1978, door Ralph Bakshi) en The Return of the King (1980, eveneens van Rankin/Bass) gezien als een (onofficiële) trilogie.

## Verhaal
De hobbit Bilbo Balings krijgt op een dag bezoek van de tovenaar Gandalf; een oude vriend van hem. Hij nodigt Bilbo uit om een groep van 13 dwergen, wiens koninkrijk is overgenomen door de draak Smaug, te helpen. Hoewel Bilbo, zoals alle eerbiedwaardige hobbits, niet avontuurlijk is aangelegd en liever met rust wordt gelaten, stemt hij toe. Tijdens de reis ontmoet hij onder andere het wezen Gollum in een grot. Daar vond hij ook de ring van Gollum. Deze ring blijkt hem goed van pas te komen in zijn avontuur.

## Rolverdeling
- Orson Bean - Bilbo Balings
- Richard Boone - Smaug
- Hans Conried - Thorin
- John Huston - Gandalf de Grijze
- Otto Preminger – Thranduil
- Cyril Ritchard - Elrond
- Brother Theodore - Gollum
- Paul Frees - Bombur / Troll #1

## Achtergrond

### Productie
De film werd geproduceerd en geregisseerd door Arthur Rankin, Jr. en Jules Bass. Volgens Arthur Rankin, Jr. was de tekenstijl van de film grotendeels gebaseerd op illustraties van Arthur Rackham. Het scenario werd geschreven door Romeo Muller. Rankin wilde geen elementen toevoegen aan de film die niet voorkwamen in het boek.
De film bevat meerdere gezongen nummers, vaak gebaseerd op gedichten en teksten uit het boek. Deze werden grotendeels gecomponeerd door Bass samen met Maury Laws. De titelsong van de film, "The Greatest Adventure (The Ballad of the Hobbit)", werd ingezongen door Glenn Yarbrough.
Het tekenwerk werd grotendeels gedaan in de Verenigde Staten, maar ook de Japanse studio Topcraft werkte mee aan de film. Tekenaars die meewerkten aan de film waren Toru Hara, Tsuguyuki Kubo, Hidetoshi Kaneko, Kazuko Ito en Minoru Nishida.
Volgens The New York Times was de film geproduceerd met een budget van drie miljoen dollar.

### Verschillen met het boek
- In de film arriveren alle dwergen tegelijk bij Bilbo samen met Gandalf. In het boek komen ze in groepjes en een voor een nadat Gandalf een merkteken achterlaat op Bilbo’s deur.
- De ontmoeting met een groep trollen is in de film anders. Zo laat Gandalf in de film de zon eerder opkomen om de trollen te verjagen.
- Ook de ontmoeting met een groep trollen in een grot is in de film anders.
- in het boek komt Azog niet voor
- In de film is Gandalf zich bewust van het feit dat Bilbo Gollum zijn ring afhandig heeft gemaakt. In het boek houdt Bilbo dit geheim, hoewel Gandalf het vermoedt.
- Bij Beorn komen de dwergen in de film achter elkaar naar buiten maar in het boek komen de dwergen tijdens het verhaal dat Gandalf verteld naar binnen
- Bilbo’s zwaard gloeit in de film constant in plaats van alleen als er orks in de buurt zijn.
- Het grootste deel van de terugreis is weggelaten uit de film. Terwijl in het boek de terugreis grotendeels is verteld.

### Uitgave en ontvangst
The Hobbit werd in de late jaren 70/vroege jaren 80 door Sony en ABC Video Enterprises uitgebracht op video. In 1991 werd de film opnieuw uitgebracht door Warner Home Video. Warner Bros bracht de film ook uit op dvd.
In 1977 bracht Disney onder het label Buena Vista Records een lp met de soundtrack en dialoog van de film uit.
De film werd bij uitgave met gemengde reacties ontvangen door critici. Een veelgehoorde klacht was dat de film verwarrend was voor mensen die niet al bekend waren met Tolkiens verhaal. Toch waren ook critici positief over de film, waaronder Tom Keogh.

## Prijzen en nominaties
In 1978 won The Hobbit een Peabody Award.
Datzelfde jaar werd de film genomineerd voor een Hugo Award voor Best Dramatic Presentation